# شرکت هری وینستون
شرکت هری وینستون (انگلیسی: Harry Winston, Inc.) شرکت کالای لوکس آمریکایی است، که در سال ۱۹۳۲ توسط هری وینستون تأسیس شد.